# Born To Do It (마야의 음반)
《BORN TO DO IT》은 마야의 1집 정규 음반이다. 이 앨범의 타이틀곡 〈진달래꽃〉은 김소월의 시 《진달래꽃》 구절을 차용해 만든 곡으로 대중들 사이에서 큰 화제가 되기도 했다. 원래는 부활의 김태원이 준 곡 〈Good Day And Good Bye〉를 메인 타이틀곡으로 정하려고 했는데, 〈진달래꽃〉이 빠르게 입소문을 타고 큰 유행을 일으키게 되자 급하게 타이틀곡을 그 곡으로 바꿨다고 한다.

## 수록곡
| #            | 제목                      | 작사            | 작곡         | 편곡         | 재생 시간 |
| ------------ | ------------------------- | --------------- | ------------ | ------------ | --------- |
| 1.           | 〈Never〉                 | 우지민, 루시아  | 오진일       | 오진일       | 3:17      |
| 2.           | 〈Good Day And Good Bye〉 | 김태원          | 김태원       | 김태원       | 3:37      |
| 3.           | 〈가버려〉                | 이도연          | 노주환       | 노주환       | 3:22      |
| 4.           | 〈진달래꽃〉              | 루시아, 우지민  | 우지민       | 우지민       | 4:00      |
| 5.           | 〈판도라의 상자〉         | 김상엽          | 송재경       | 송재경       | 3:55      |
| 6.           | 〈환청〉                  | 이도연          | 우지민       | 노주환       | 3:23      |
| 7.           | 〈비수〉                  | 민지영          | 우지민       | 노진일       | 4:04      |
| 8.           | 〈바람〉                  | i               | 이병훈       | 이병훈       | 4:11      |
| 9.           | 〈Byte〉                  | 권태욱          | 송재경       | 송재경       | 4:08      |
| 10.          | 〈잃어버린 너〉           | 김주희          | 송재경       | 송재경       | 3:57      |
| 11.          | 〈Dear Friends〉          | 김상엽          | 송재경       | 송재경       | 4:27      |
| 12.          | 〈Go Away〉               | EJ, Bizzy, Fosh | EJ           | EJ           | 3:52      |
| 13.          | 〈진달래꽃〉 (Club Mix)   | 루시아, 우지민  | 우지민       | 추성호       | 3:47      |
| 총 재생 시간 | 총 재생 시간              | 총 재생 시간    | 총 재생 시간 | 총 재생 시간 | 50:00     |